# 風のロマンス
「風のロマンス/虹のルージュ」（かぜのろまんす／にじのるーじゅ）は、H2Oの7枚目のシングル。1984年6月25日にKitty Recordsから発売された。

## 解説
H2Oに初めてオフコースの鈴木康博が曲を提供した「Good-byeシーズン」に続く軽快な曲。

## 収録曲
- 全編曲:星勝

1. 風のロマンス
作詞:秋元康、作曲:鈴木康博
2. 虹のルージュ
作詞:康珍化、作曲:財津和夫

## 収録アルバム
- H2O「NEXT CORNER」1985/02/25
- H2O「想い出がいっぱい〜the best collection〜」2003/11/26

| スタブアイコン | サブスタブ | この項目は、まだ閲覧者の調べものの参照としては役立たない、シングルに関連した書きかけの項目です。この項目を加筆・訂正などしてくださる協力者を求めています（P:音楽/PJ:楽曲）。 |